# Atherigona tau
Atherigona tau este o specie de muște din genul Atherigona, familia Muscidae, descrisă de Adrian C. Pont în anul 1981.
Este endemică în Filipine. Conform Catalogue of Life specia Atherigona tau nu are subspecii cunoscute.